# Nowe szaty króla (film 2000)
Nowe szaty króla (ang. The Emperor’s New Groove) – amerykański film animowany, wyprodukowany w 2000 roku przez studio Walta Disneya.
Akcja „Nowych szat króla” rozgrywa się w egzotycznym królestwie w Ameryce Południowej. Film, zrealizowany w konwencji komediowej, opowiada o niezwykłych przygodach młodego, aroganckiego władcy o imieniu Kuzco, który za sprawą żądnej władzy doradczyni Yzmy zamieniony zostaje w lamę. Pozostawiony własnemu losowi w głębi dżungli Kuzco spotyka na swej drodze dobrodusznego wieśniaka o imieniu Pacha. Kuzco szybko zdaje sobie sprawę, że jeśli chce odzyskać ludzką postać i prawo do tronu, musi na nim polegać. Dzięki przyjaźni z Pachą Kuzco zmieni się nie do poznania – nauczy się szanować innych i spojrzy na świat z nowej perspektywy.
Tytuł filmu nawiązuje do baśni Andersena Nowe szaty króla, mimo że fabuły obu utworów nie mają ze sobą nic wspólnego.
W 2005 roku powstał film będący kontynuacją – Nowe szaty króla 2, a w 2006 roku serial – Nowa szkoła króla.

## Obsada
- David Spade – Kuzco
- John Goodman – Pacha
- Eartha Kitt – Yzma
- Patrick Warburton – Kronk
- Wendie Malick – Chicha
- Tom Jones – pieśniarz cesarza
- Kellyann Kelso – Chaca
- Eli Russell Linnetz – Tipo

## Wersja polska
Opracowanie wersji polskiej: Start International Polska

Reżyseria: Joanna Wizmur

Dialogi polskie: Bartosz Wierzbięta

Dźwięk i montaż: Elżbieta Chojnowska

Tekst piosenki: Filip Łobodziński

Kierownictwo muzyczne: Marek Klimczuk

Przygotowanie chóru: Agnieszka Piotrowska

Piosenki nagrano w: Studio Buffo

Dźwięk: Jarosław Regulski

Opieka artystyczna: Mariusz Arno Jaworowski

Produkcja polskiej wersji językowej: Disney Character Voices International, Inc.

W wersji polskiej udział wzięli:
- Maciej Stuhr – Kuzco (Kuzko Lama)
- Paweł Sanakiewicz – Pacha
- Ewa Kolasińska – Yzma
- Jacek Mikołajczak – Kronk
- Joanna Jeżewska – Chicha
- Zofia Jaworowska – Chaca
- Tomek Kaczmarek – Tipo

oraz
- Krzysztof Krawczyk
- Elżbieta Kopocińska-Bednarek
- Mirosława Krajewska
- Anna Apostolakis-Gluzińska
- Paweł Galia
- Tomasz Bednarek
- Zbigniew Konopka
- Andrzej Gawroński
- Tomasz Grochoczyński
- Joanna Węgrzynowska
- Dariusz Odija
- Krzysztof Tyniec
- Michał Wojnarowski

chórek:
- Beata Bednarz
- Agnieszka Piotrowska
- Katarzyna Owczarz
- Kuba Badach
- Janusz Szrom
- Piotr Woźniak

Piosenkę „Cuda świata” śpiewa: Krzysztof Krawczyk